# Tobe Hooper
|  | Aquest article tracta sobre un director de cinema. Vegeu-ne altres significats a «Hooper». |

Tobe Hooper (Austin, Texas, 25 de gener de 1943 - Sherman Oaks, Califòrnia, 26 d'agost de 2017) fou un director de cinema estatunidenc principalment conegut pels films de terror, el més conegut dels quals és The Texas Chain Saw Massacre.

## Biografia
El 1962, Tobe Hooper entrà al departament Ràdio-Televisió-cinema de la Universitat de Texas. Treballà igualment com a càmera per la cadena de televisió KLRN. Fou contractat per tal de filmar un documental consagrat al grup folk Peter, Paul and Mary. El 1970, Hooper realitzà Eggshells , un llargmetratge de baix pressupost. En aquesta ocasió, va conèixer Kim Henkel.
Tobe Hooper organitzà un casting que va reunir professors i alumnes de la seva escola. Amb Kim Henkel, dirigí The Texas Chain Saw Massacre, pel·lícula que influencia la indústria del cinema de terror i continua sent avui un clàssic del gènere. Hooper s'inspirà per a aquesta pel·lícula en la vida d'Ed Gein, assassí necròfil responsable de l'homicidi de diverses persones en els anys 1950. El 1976, Tobe Hooper reformà l'equip d'aquesta pel·lícula per realitzar Eaten Alive  en versió original), pel·lícula de terror gore amb Mel Ferrer, William Finley i Marilyn Burns (l'actriu principal de The Texas Chain Saw Massacre). Aquesta pel·lícula explica la història d'un guardià de motel que dona els seus clients com a menjar al seu caiman. En aquesta mateixa pel·lícula, un paper principal va ajudar a impulsar la carrera de Robert Englund i va treballar amb Tobe Hooper moltes vegades. Eaten Alive  va rebre nombrosos premis en festivals de pel·lícules de terror.
El 1979, Tobe Hooper fou escollit per les produccions Film Ventures International per realitzar The Dark, un thriller de ciència-ficció però fou despatxat tres dies després del començament del rodatge i reemplaçat per John Cardos. Tingué més de sort el mateix any amb l'adaptació com a fulletó de la novel·la de Stephen King, Salem. El 1981, dirigeix, per a Universal Pictures, The Funhouse. El 1982, trobà l'èxit quan Steven Spielberg l'escull per realitzar una de les seves produccions: Poltergeist que es converteix ràpidament en èxit al box-officei. Alguns rumors afirmen que Steven Spielberg hauria dirigit una gran part de la pel·lícula. És veritat que aquest últim va muntar i va controlar la majoria dels elements de la pel·lícula.
Poltergeist  té potser més èxit que The Texas Chain Saw Massacre però calen tres anys abans que Tobe Hooper trobés finalment treball. Signà un contracte de tres anys amb Menahem Golan i Cannon Films, i realitzà nombroses pel·lícules, entre les quals l'apocalíptica Lifeforce el 1985, un remake de Invaders from Mart el 1986, i una en resposta a la seva primera pel·lícula, The Texas Chainsaw Massacre 2. Realitzà igualment dues pel·lícules amb Robert Englund, Night Terrors el 1993 i The Mangler el 1995, així com nombrosos episodis per a sèries de televisió de terror com Els contes de la cripta. Realitzà també l'episodi pilot de Freddy's Nightmares , versió televisada de la pel·lícula de Wes Craven, Les Urpes de la nit. La seva última pel·lícula, treta directament en vídeo malgrat crítiques molt favorables, va ser un remake d'un clàssic de la pel·lícula de terror The Toolbox Murders.

## Filmografia[5]

### Cinema
- 1970: Eggshells
- 1974: La matança de Texas (The Texas Chain Saw Massacre)
- 1977: Eaten Alive
- 1981: The Funhouse
- 1982: Poltergeist
- 1985: Força vital (Lifeforce)
- 1986: Invaders from Mars
- 1986: The Texas Chainsaw Massacre 2
- 1990: Spontaneous Combustion
- 1993: Night Terrors
- 1995: The Mangler
- 2000: Cocodril (Crocodile)
- 2004: Toolbox Murders
- 2005: Mortuary
- 2013: Djinn

### Televisió
- 1979: Salem's Lot
- 1990: Tales from the Crypt - episodi La perla negra
- 1990: I'm Dangerous Tonight
- 1991: Haunted Lives: True Ghost Stories
- 1993: Bosses de cadàvers (Body Bags)
- 1999: The Apartment Complex
- 2002: Shadow Realm
- 2002: Taken - episodi Beyond the sky
- 2005: Masters of Horror, episodi Dance of the Dead
- 2006: Masters of Horror, episodi The Damned Thing